# Lallemandana clavata
Lallemandana clavata är en insektsart som beskrevs av Hamilton 1980. Lallemandana clavata ingår i släktet Lallemandana och familjen spottstritar. Inga underarter finns listade i Catalogue of Life.